# 시모나카지마촌 (도야마현)
시모나카지마촌(下中島村)은 도야마현 시모니카와군에 있던 촌이다.

## 개요
지금의 우오즈시 남부의 평야부에 있던 촌이다. 호쿠리쿠 도로변 및 스미요시와 유카미를 연결하는 도로(현, 도야마현도 137호 호리에 우오즈선의 일부 및 시도)의 우오즈측은 우오즈초 시가지의 연장으로서 발전했다.

## 역사
- 1889년 4월 1일 - 정촌제 시행에 의해 시모니카와군 시모나카지마촌이 성립하였다.
- 1952년 4월 1일 - 우오즈정, 미치시타촌, 가미나카지마촌, 마쓰쿠라촌, 가미노가타촌, 시모노가타촌, 가타카이다니촌, 가즈미촌, 교덴촌, 덴진촌, 니시후세촌과 합병해, 우오즈시가 성립하였다.

## 참고문헌
- 『市町村名変遷辞典』東京堂出版、1990年。